# Claes Claesson

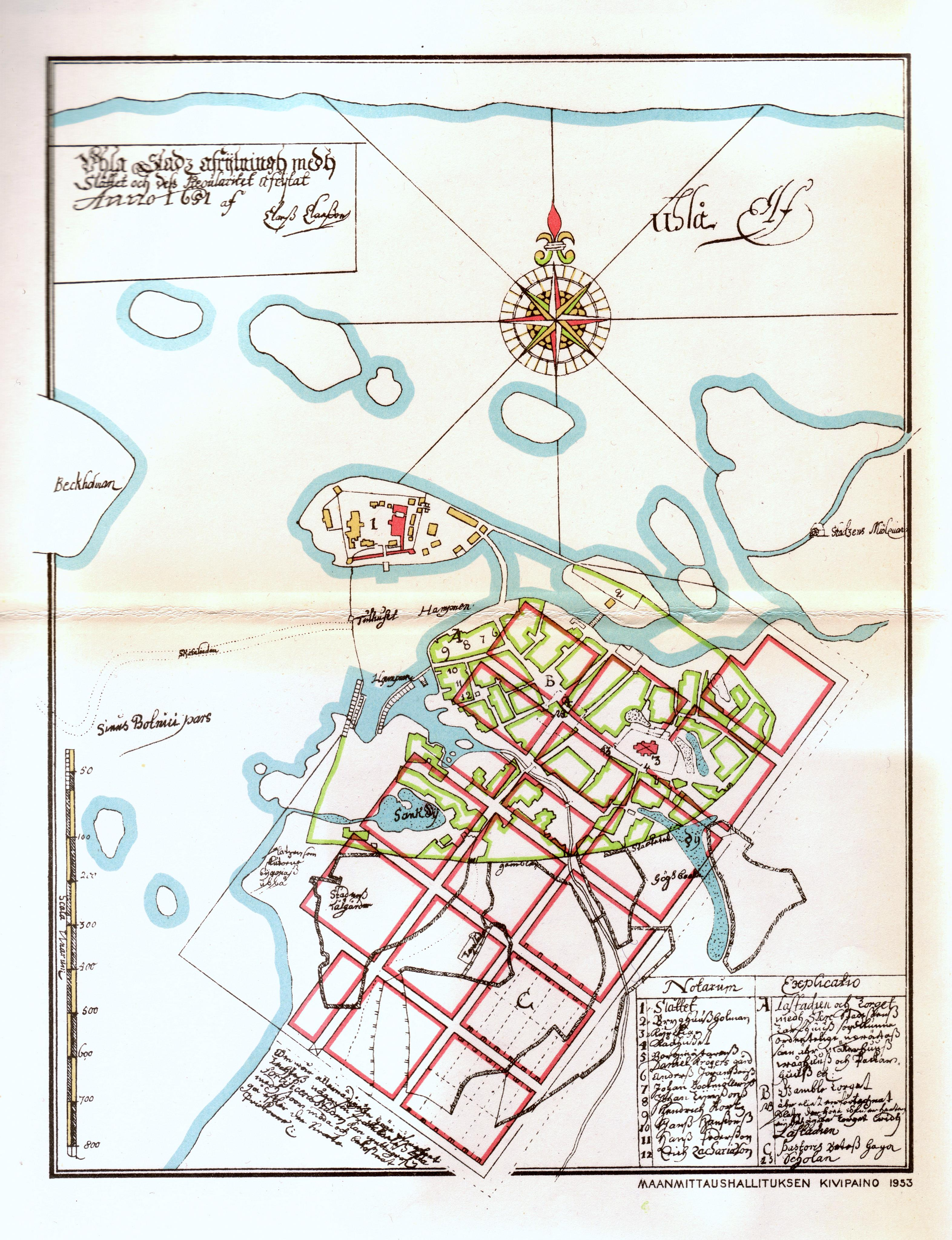
Uleåborg 1651

Claes Claesson var en lantmätare och ingenjör, som bland annat ritade Kristinestads och Brahestads stadsplaner vid mitten av 1600-talet, men på hans skrivbord skapades stadsplaner för fler av samtidens städer i Österbotten. Claes Claesson hade sommaren 1647 på Per Brahe den yngres initiativ utnämnts till ordinarie lantmätare i Österbotten, för att på plats förverkliga renässansens rutplansmönster för de tvenne nygrundade städerna, samt för att rita regleringsförslag för Vasa, Nykarleby, Gamlakarleby och Uleåborg.

## Karthistorik
- Geografisk avritning över Laihela, Malax, Närpes och Lappfjärds socknar 1650.
- Brahestad, plankartor 1649, 1650 och 1651. De två första gällde för staden Salo som grundades 1649, men som sedan 1652 officiellt fick sitt nuvarande namn. Alla tre kartor gäller dock samma geografiska belägenhet.
- Gamlakarleby, plankarta 1649.
- Kristinestad, plankartor 1650, 1651 och 1652.
- Kuivaniemi, talrika kartor av olika slag 1648-1649.
- Nykarleby, plankartor 1649 och 1651.
- Pudasjärvi, talrika kartor av olika slag 1648-1649.
- Taivalkoski, talrika kartor av olika slag 1648-1649.
- Uleåborg, plankartor 1649, 1650 och 1651.
- Vasa, plankarta 1652.

## Kartor av Claessons hand
- [död länk]